# Ulica Hipoteczna w Warszawie

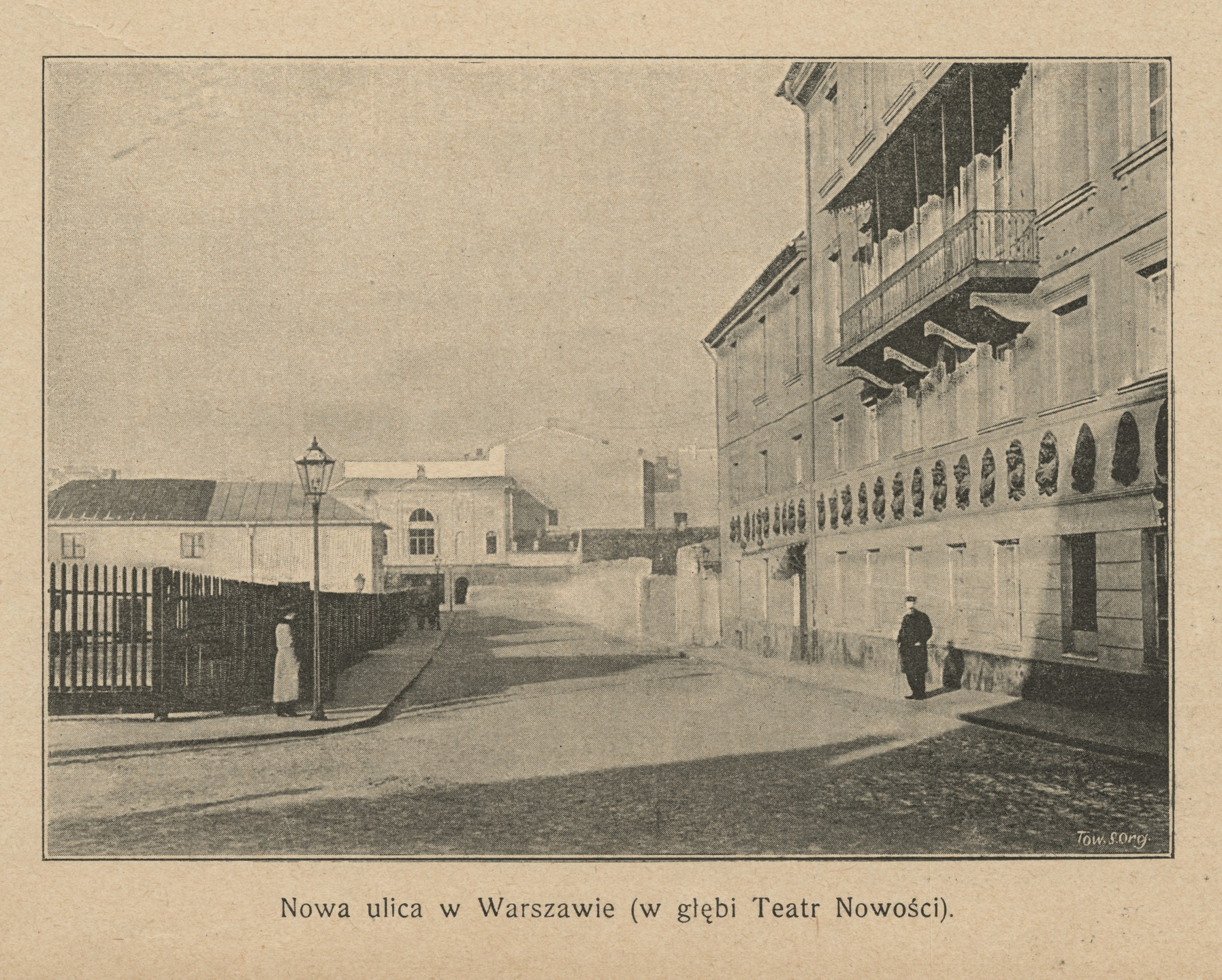
Ulica w 1901

Ulica Hipoteczna w Warszawie – ulica warszawskiego Śródmieścia, biegnąca od ul. Daniłowiczowskiej i kończąca się obecnie ślepym zaułkiem przy al.„Solidarności”.

## Historia
Ulica Hipoteczna została wytyczona w roku 1900 jako droga dojazdowa do wzniesionego w tym okresie według projektu Feliksa Stępińskiego gmachu Teatru Nowości, przypisanego numeracji ul. Długiej. Jego fasada zamykała perspektywę ulicy Hipotecznej. Od budynku teatru do roku 1912 ulica nazywała się Teatralna. Po wybudowaniu przy ul. Kapucyńskiej gmachu Hipoteki nazywano ją Hipoteczną. Około roku 1921 gmach teatru przebudowano, przejściowo był sceną Teatru im. Wojciecha Bogusławskiego, od roku 1926, po kolejnej przebudowie – Kino Miejskie. 
Początek ulicy wyznaczył dziedziniec dworu podskarbiego nadwornego koronnego Jana Mikołaja Daniłowicza, wybudowany w roku 1621. W roku 1736 dwór przeszedł na własność biskupa Andrzeja Stanisława Kostki Załuskiego, który wraz z bratem Józefem Andrzejem utworzyli w nim pierwszą na ziemiach Rzeczypospolitej ogólnodostępną bibliotekę, zwaną od ich nazwiska Biblioteką Załuskich. Od roku 1773 biblioteką zarządzała Komisja Edukacji Narodowej, w roku 1794 zbiory liczące już 300 tys. tomów zostały wywiezione przez Rosjan do Petersburga. Księgozbiór częściowo zwrócono po I wojnie światowej na mocy traktatu ryskiego; będący od roku 1928 częścią zbioru Biblioteki Narodowej, uległ w znacznej części zniszczeniu w roku 1944.
Zabudowania strony parzystej powstały w pewnym oddaleniu od linii ulicy: w latach 1892–1900 pod nr 4 według projektu Stefana Szyllera powstał gmach IV Gimnazjum Żeńskiego, zaś pod nr 6 mieściły się tylne zabudowania gospodarcze pałacu Paca, znajdującego się przy ul. Miodowej.
Nieparzystą pierzeję ulicy zabudowano dopiero w latach 1912-13: pierwszym z wzniesionych gmachów był budynek biurowo - składowy centrali „Fabryki Płodów Chemicznych Ludwik Spiess i Syn” mieszczącej się w Tarchominie, wybudowany według projektu Karola Jankowskiego i Franciszka Lilpopa u zbiegu z ul. Daniłowiczowską. Pozostałe dwa gmachy również pełniły funkcje składowo – mieszkalne.
W roku 1944 spłonęła cała zabudowa ulicy; dobrze zachowane budynki rozebrano w okresie 1947–1948 w związku z budową Trasy W-Z. Ocalał dwór Daniłowicza, pozbawiony jednak skrzydeł bocznych, oraz odcięty wykopem trasy gmach Hipoteki.

## Ważniejsze obiekty
- Dom Pod Królami, siedziba Stowarzyszenia Autorów ZAiKS (nr 2)